# Seven Churches
Seven Churches es el álbum debut del grupo Possessed lanzado en 1985. El título del álbum se refiere a las Siete iglesias de Asia mencionadas en el libro del Apocalipsis. About.com clasificó al álbum en su lista de «10 esenciales discos del death metal».

## Lista de canciones
| N.º   | Título            | Letras  | Música          | Duración |  |
| 1.    | «The Exorcist»    | Torrao  | Torrao          | 4:51     |  |
| 2.    | «Pentagram»       | Becerra | Torrao          | 3:34     |  |
| 3.    | «Burning in Hell» | Becerra | Torrao          | 3:10     |  |
| 4.    | «Evil Warriors»   | Becerra | Torrao          | 3:44     |  |
| 5.    | «Seven Churches»  | Becerra | Torrao, LaLonde | 3:14     |  |
| 6.    | «Satan's Curse»   | Torrao  | Torrao          | 4:15     |  |
| 7.    | «Holy Hell»       | Becerra | Torrao          | 4:11     |  |
| 8.    | «Twisted Minds»   | Torrao  | Torrao          | 5:10     |  |
| 9.    | «Fallen Angel»    | Becerra | Torrao          | 3:58     |  |
| 10.   | «Death Metal»     | Becerra | Torrao          | 3:14     |  |
| 38:03 |                   |         |                 |          |  |

## Créditos
- Jeff Becerra − Voz, bajo
- Larry LaLonde − Guitarra
- Mike Torrao − Guitarra
- Mike Sus − Batería
- Randy Burns - Teclados en las canciones 1 y 9.